# Distretto di Chahar Asyab
Il distretto di Chahar Asyab è un distretto dell'Afghanistan appartenente alla provincia di Kabul. Viene stimata una popolazione di 35.600 abitanti (dato 2012-13).